# Million Dollar Man (canção)
Million Dollar Man é uma canção da cantora estadunidense Lana Del Rey, composta pela própria e Chris Braide, que também a produziu com Emile Haynie. Foi lançada como a décima faixa do seu segundo álbum de estúdio Born to Die.

## Composição e recepção crítica
"Million Dollar Man" é uma balada cinematográfica com influência do jazz, criada a partir de vocais profundos e piano. Dura três minutos e cinquenta e um segundos. A letra "um pelo dinheiro e dois pelo show" é uma referência direta ao cover de "Blue Suede Shoes" de Elvis Presley.
Sal Cinquemani do Slant chamou-a de "balada de blues sólida" e disse que lembrava muito a música de Fiona Apple. Jen Dan, do Delusions of Adequacy, também se referiu à música como uma canção jazzística que "cria vocais expressivos e esfumaçados, notas de piano e cordas estendidas".

## Divulgação
Del Rey cantou a música ao vivo pela primeira vez na etapa de 2011 de sua turnê Born to Die, antes da música ser lançada oficialmente. Também foi incluída no setlist da etapa de 2012 da Born to Die Tour, bem como da Paradise Tour (2013-2014). Em 2017, a música foi tocada a cappella no dia 1º de agosto no House of Blues em Anaheim, Califórnia. E em 2018, o primeiro verso e refrão da música foi apresentado em 5 de fevereiro em Atlanta, Geórgia na LA to the Moon Tour.

## Vídeo musical
Antes do lançamento de Born to Die, Del Rey filmou um videoclipe caseiro para a versão demo de "Million Dollar Man". Apresenta clipes dela própria e trechos de diversos filmes e vídeos, semelhante ao estilo de muitos de seus clipes da era pré-Born to Die.

## Alinhamento de faixas
- Versão do álbum – 3:51

1. Versão instrumental — 3:50

- Versão demo de "Mix 1" — 3:42 (produzida por Chris Braide)
- Versão Paradise Tour (instrumental) — 5:11

## Créditos
Gravação
- Gravado no Human Feel Studios, Los Angeles, Estados Unidos
- Mixado no Miloco's Engine Room, Londres, Reino Unido
- Masterizado em Metropolis Mastering, Londres, Reino Unido

Pessoal
- Lana Del Rey — vocais, composição
- Christ Braide — composição, produção, guitarras, piano acústico, cordas, programação
- Emile Haynie – produção, bateria, teclados adicionais
- Dan Grech-Marguerat – mixagem
- Duncan Fuller — assistência na mixagem
- John Davis – masterização